# Veronika Remišová
Veronika Remišová (Zsolna, 1976. május 31. –) szlovák politikus. 2020. március 21. óta Szlovákia miniszterelnök-helyettese, 2020. július 1. óta Szlovákia beruházásokért és regionális fejlesztésért felelős minisztere. 2020. augusztus 8. óta Andrej Kiska lemondása után a Za ľudí (Az Emberekért) párt elnöke.
2016-ban az OĽANO párt listáját vezette. 2019-ben elhagyta a pártot és a Kiska volt köztársasági elnök által alapított Emberekért pártban kezdett politizálni.

## Külső hivatkozások
- Facebook-oldal